# Кодекс 062
Кодекс 062 (Gregory-Aland) — унциальный манускрипт Нового Завета на греческом языке, палеографически датирован V веком.

## Особенности рукописи
Рукопись содержит текст Послания к Галатам (4,15-5,14) на единственном листе пергамента (22 x 18,5 см). Палимпсест. Верхний текст на арабском языке. Текст расположен в два столбца по 33 строки.
Греческий текст этого манускрипта К. Аланд относит к III категории.
Ранее манускрипт хранился в Куббат-эль-Хазне, Дамаск (Ms. E 7332). Нынешнее местонахождение неизвестно.